# Claude Bruaire
Claude Bruaire (15 mai 1932 - 14 octobre 1986) est un philosophe catholique français. Cofondateur de la revue Communio, il est, avec Xavier Tilliette, Michel Henry et Jean-Luc Marion, l'un des représentants du renouveau de la philosophie chrétienne et de la christologie apparu dans les années 1970.

## Biographie
Agrégé de philosophie (1960), Claude Bruaire suivit ses études au séminaire, où sa pensée se forma sous l'influence de philosophes jésuites, dont Gaston Fessard. Il choisit cependant de ne pas être ordonné prêtre et de mener une vie de laïc. Après avoir enseigné au lycée Kléber de Strasbourg, puis au lycée Berlioz de Vincennes, il fut enseignant à l'université de Tours (1967-1979) puis à l'université Paris IV-Sorbonne (1979-1986).

## Publications
- L'Affirmation de Dieu : Essai sur la logique de l'existence, 1964
- Logique et religion chrétienne dans la philosophie de Hegel, 1964
- Schelling ou la quête du secret de l'être, Seghers, 1970
- Pour la métaphysique, Fayard, 1980
- L'Être et l'Esprit, PUF, 1983
- Une éthique pour la médecine, 1989
- Le Droit de Dieu, 1992
- La Dialectique, PUF, coll. « Que sais-je ? », 1993
- Philosophie du corps, Seuil, 2009

Ouvrages écrits en collaboration
- Philippe d'Harcourt et Claude Bruaire, La Confession de la foi chrétienne, 1977
- Jean-Robert Armogathe et Claude Bruaire, La Morale, sagesse et salut, 1981
- Claude Bruaire et Emmanuel Hirsch, La Force de l'esprit, 1986